# Peter Venkman
Peter Venkman är en fiktiv vetenskapsman och medlem i Ghostbusters, och förekommer i filmerna Ghostbusters - Spökligan, Ghostbusters 2 och i den animerade TV-serien The Real Ghostbusters. I de två filmerna spelades han av Bill Murray och den engelska rösten i den animerade serien gjordes av Lorenzo Music och senare av Dave Coulier. I den svenska dubbningen gjordes hans röst av Hans Jonsson i The Real Ghostbusters.
2008 blev Peter Venkman listad av tidskriften Empire som en av de 100 bästa filmfigurerna genom tiderna.

## Personlighet
Peter Venkman är född i Brooklyn, New York, och är en av tre doktorer i parapsykologi i Ghostbuster-teamet. Han har doktorerat i både parapsykologi och psykologi. Han var ursprungligen professionellt intresserad av paranormala fenomen som ESP, men gav inte intryck av att tro på spöken förrän han såg ett spöke första gången. I filmerna har han en pratglad personlighet och han ser lättsinnigt på sitt jobb, och dras till kvinnliga karaktärer. Litteraturkritikern Fred Pfeil beskriver honom som en postmodern hjälte vars "krassa självintresse" hjälper honom undvika att falla i en stereotyp roll.
Trots att han kan vara lat då och då, har Peter Venkman även bidragit med uppfinningar som hjälpt Ghostbusters att rädda olika situationer. Han är listigare och mer gatusmart än både Ray Stantz och Egon Spengler. Venkman tjänar även som frontman för gruppen och besitter högre social kompetens än de mer akademiskt lagda Ray och Egon.

## Jämförelse
Bruce G. Hallenbeck, författare till Comedy-Horror Films: A Chronological History, 1914–2008, jämför Peter Venkman med Groucho Marx som var programledare för frågesporten You Bet Your Life på 1950-talet. Hallenback sa att "Med ett skämt för var situation, en tillrättavisning till alla som förtjänade det, och med förmågan att resa sig överallt, så är Venkman väldigt lik Groucho." Jämförelsen blir extra tydlig i scenen i den första filmen då Peter väntar på Dana Barrett som arbetar med repetitioner i orkestern. Peter joggar fram och tillbaka över ett torg fullt med folk i New York hoppande på en fot åt gången, just som Groucho Marx brukade göra.

## I animerade serier
Peter Venkman medverkar i den animerade TV-serien The Real Ghostbusters. Där bär han en mörkbrun overall i stället för den ljusbruna från filmerna. Han gjorde även en kort medverkande i Extreme Ghostbusters, i det två delar långa avsnittet Back in the Saddle.